# Abraham Beame
Abraham „Abe” David Beame (n. 20 martie 1906, Londra, Regatul Unit al Marii Britanii și Irlandei – d. 10 februarie 2001, New York City, New York, SUA)  a fost al 104-lea primar al orașului New York din 1974 până în 1977. A condus orașul în perioada crizei fiscale de la mijlocul anilor 1970. În timpul mandatului său a avut loc pana de electricitate din New York City de la 13 iulie 1977.